# Torneo de las Cuatro Naciones 1934
El Torneo de las Cuatro Naciones de 1934 (Home Nations Championship 1934) fue la 47° edición del principal Torneo de rugby del Hemisferio Norte.
El campeón del torneo fue Inglaterra.

## Clasificación
| Lugar | Selección  | Partidos | Partidos | Partidos  | Partidos | Puntos  | Puntos    | Puntos | Tabla de puntos |
| Lugar | Selección  | Jugados  | Ganados  | Empatados | Perdidos | A favor | En contra | dif.   | Tabla de puntos |
| ----- | ---------- | -------- | -------- | --------- | -------- | ------- | --------- | ------ | --------------- |
| 1     | Inglaterra | 3        | 3        | 0         | 0        | 28      | 6         | +22    | 6               |
| 2     | Gales      | 3        | 2        | 0         | 1        | 26      | 15        | +11    | 4               |
| 3     | Escocia    | 3        | 1        | 0         | 2        | 25      | 28        | -3     | 2               |
| 4     | Irlanda    | 3        | 0        | 0         | 3        | 12      | 42        | -30    | 0               |

## Resultados
| 20 de enero | Gales | 0 - 9 | Inglaterra | Cardiff, |  |

| 3 de febrero | Escocia | 6 - 13 | Gales | Edimburgo, |  |

| 10 de febrero | Irlanda | 3 - 13 | Inglaterra | Dublín, |  |

| 24 de febrero | Escocia | 16 - 9 | Irlanda | Edimburgo, |  |

| 10 de marzo | Gales | 13 - 0 | Irlanda | Swansea, |  |

| 17 de marzo | Inglaterra | 6 - 3 | Escocia | Londres, |  |

## Premios especiales
- Triple Corona:  Inglaterra
- Copa Calcuta:  Inglaterra